# 吸血鬼ドラキュラの花嫁
『吸血鬼ドラキュラの花嫁』（きゅうけつきドラキュラのはなよめ、原題：The Brides of Dracula）は、1960年に公開されたイギリスのハマー・フィルム・プロダクション製作の映画。『吸血鬼ドラキュラ』の続編で、『ドラキュラシリーズ』第2作である。本作はタイトルに「ドラキュラ」を含んでいるがドラキュラ伯爵は登場せず、ピーター・カッシング演じるヴァン・ヘルシング教授を主人公とした続編である。ドラキュラ伯爵に代わって、メインの悪役として吸血鬼マインスター男爵が登場する。また、「ドラキュラの花嫁」とは原作『吸血鬼ドラキュラ』に登場する女性吸血鬼3名の総称だが、これも本作とは直接関係はない。

## ストーリー
前作でドラキュラ伯爵は倒されたが、その後を継ぐ者による犠牲者が出ていた。
馬車に乗りトランシルヴァニアの学校に向かっていた新任教師のマリアンヌ・ダニエルは、宿屋に寄った時に馬車に置いていかれてしまう。そこにマインスター男爵夫人が宿屋にやってきてマリアンヌに城に泊るように勧め、マリアンヌは男爵夫人と共に城に向かった。そこでメイドのグレタに部屋に案内され、部屋で荷ほどきをしているとき外を見ると男の姿が見えた。マリアンヌが男の姿を見たことを知った男爵夫人は、それは息子で正気でないので閉じ込めていると話す。マリアンヌは、鎖で繋がれた男爵夫人の息子マインスター男爵から話を聞き、気の毒に思って鍵を盗み男爵を解放した。その直後に男爵夫人が殺され、遺体のそばにいたグレタはマリアンヌが引き起こしたことだと告げる。恐怖にかられたマリアンヌは城から逃げ出すが途中で倒れてしまう。
翌朝、マリアンヌは神父に呼ばれて町に来たヴァン・ヘルシングに助けられ宿屋へ送ってもらう。ヘルシングはその宿屋で娘の遺体を見せるように言い、遺体の首に噛まれた跡があることから、吸血鬼の仕業であることを確信する。
その後も、マインスター男爵の犠牲者が出るなか、ヘルシングはマインスター男爵と対決する。

## キャスト
| 役名                   | 俳優                   | 日本語吹き替え | 日本語吹き替え |
| 役名                   | 俳優                   | TBS版          | フジテレビ版   |
| ---------------------- | ---------------------- | -------------- | -------------- |
| ヴァン・ヘルシング博士 | ピーター・カッシング   | 小林昭二       | 小林昭二       |
| マリアンヌ・ダニエル   | イヴォンヌ・モンロー   | 西沢和子       | 増山江威子     |
| マインスター男爵夫人   | マーティタ・ハント     | 西乃砂恵       | 川路夏子       |
| マインスター男爵       | デヴィッド・ピール     | 富山敬         | 宗近晴見       |
| グレタ                 | フリーダ・ジャクソン   | 稲葉まつ子     | 麻生美代子     |
| ジーナ                 | アンドリー・メリー     | 友近恵子       |                |
| ヘルガ・ラング         | モナ・ウォッシュボーン | 麻生美代子     |                |
| オットー・ラング       | ヘンリー・オスカー     | 藤本譲         |                |
| 神父                   | フレッド・ジョンソン   | 千葉耕市       |                |
| ドクター・トブラー     | マイルズ・メイルソン   | 加藤修         | 雨森雅司       |

- TBS版：初回放送1970年7月17日『金曜映画劇場』
  - 演出：高木謙、翻訳：磯村愛子
- フジテレビ版：初回放送1975年8月8日『ゴールデン洋画劇場』
  - 演出：山田悦司、翻訳：森田博
- スティングレイ発売のDVDにはTBS版・フジテレビ版の2バージョン全ての日本語吹き替えが収録されている。

## スタッフ
- 監督：テレンス・フィッシャー
- 脚本：ジミー・サングスター
- 製作：アンソニー・ハインズ
- 製作総指揮：マイケル・カレラス
- 製作補：アンソニー・ネルソン＝キーズ
- 音楽：マルコム・ウィリアムソン
- 撮影：ジャック・アッシャー
- 美術：バーナード・ロビンソン
- 編集：アルフレッド・コックス
- スタント：ピーター・ダイアモンド
- 制作：ハマー・フィルム・プロダクション